# УАГ-40
УАГ-40  — мобільний (переноситься солдатом) автоматичний гранатомет. Розроблений КБ «Точні механізми», виробництво гранатометів та боєприпасів до них налагоджено на київському ПрАТ «Завод „Кузня на Рибальському“».
Перед стрільбою УАГ-40 встановлюється на легку триногу. Загальна вага гранатомета з триногою — менше 30 кг. Конструкція триноги дозволяє використовувати гранатомет на непідготовлених позиціях.
УАГ-40  здатний вести вогонь на дистанцію понад 2000 м, є ефективним засобом як проти живої сили супротивника, так і легкоброньованої техніки й захисних споруд.
Високий рівень мобільності, відсутність потреби в підготовці майданчика для стрільби дозволяють в умовах інтенсивного бою швидко змінювати вогневі позиції — як на відкритому просторі, так і в урбанізованому середовищі. Використання УАГ-40 підвищує вогневу ефективність сухопутних підрозділів.

## Опис
Механізм УАГ-40 влаштовано на основі автоматики з вільним затвором. Накол капсуля і постріл здійснюються протягом накату затвора. Подача гранат — стрічкова (американська металева стрічка М16).
Гранати — високошвидкісні, використовуються всі наявні типи гранат стандартів НАТО 40×53 мм. УАГ-40 має систему пониження імпульсу відбою. Це фрикційний демпфер затвора, дульне гальмо і триступенева нарізка ствола.
Дульне гальмо спроектоване таким чином, що, використовуючи газ від продуктів згоряння пороху, зменшує імпульс відбою, зменшує імпульс підкидання ствола вгору, зменшує розпил частинок ґрунту в місці встановлення триноги.
Управління гранатометом здійснюється двома рукоятками, розташованими у задній частині корпусу, або однієї рукояткою і плечовим упором. Для зручності оператора рукоятки можуть приймати горизонтальне або вертикальне положення. Права рукоятка оснащена спусковою клавішею. Спускова клавіша має два режими: для одиночних пострілів і для серійних. Спускова клавіша і затвор обладнані фіксаторами, які унеможливлюють несанкціонований постріл за будь-яких умов (у тому числі падіння, тряска, вібрація, удари з будь-якого боку). Для зручності та надійності обидва фіксатори управляються одним важелем.
Перевагою гранатомета УАГ-40 є те, що в конструкторській розробці використано:
- фрикційний демпфер затвора, котрий складається з консольних ресор, які взаємодіють із затвором і розташовані на внутрішній поверхні корпусу;
- триступенева поздовжня гвинтова нарізка ствола, що складається з двох частин;
- поворотні ручки управління спусковим механізмом;
- збірний механічний приціл, який знаходиться в ручці для перенесення АГ.

Комплексне використання зазначених конструкторських рішень дозволило досягти головних переваг: висока точність (купчастість) при стрільбі серіями, знижений імпульс відбою, висока надійність і простота у виробництві та експлуатації.
Розроблений КБ «Точні механізми». Виробництво гранатометів та боєприпасів налагоджено на київському ПрАТ «Завод „Кузня на Рибальському“». Серед номенклатури пострілів 40×53 мм, що виробляються підприємством — осклолково-фугасний ПГОФ-40 (радіус ураження 10 м), осколково-кумулятивний ПГОК-40 (бронепробиття до 80 мм) та інертний (тренувальний) ПГІ.
Гранатомет успішно пройшов державні випробування в грудні 2017 року.
На виставці «Зброя та безпека» 2018 року був представлений на самохідній платформі «Піранья».

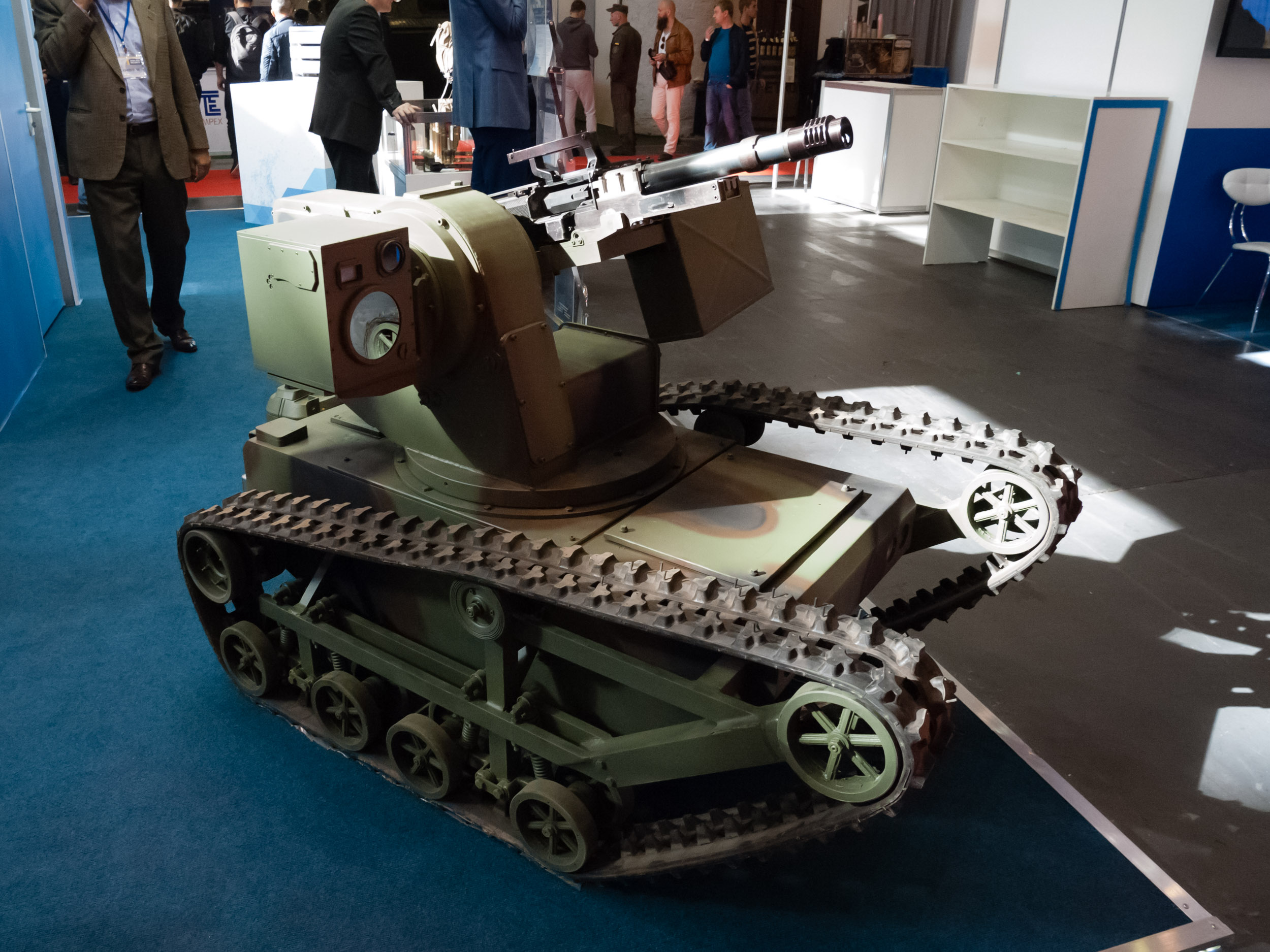
УАГ-40 встановлений на платформі «Піранья»

## Тактико-технічні характеристики
- Максимальна довжина 960 мм
- Маса (без гранат) 17 кг
- Калібр 40×53 мм
- Довжина ствола 400 мм
- Наріз ствола:
  - Крок 1220 мм
    - Кількість нарізів:
      - У початковій частині ствола 8
      - У проміжній частині ствола 16
      - У кінцевій частині ствола 24
- Швидкість вильоту гранати 240 м/с
- Максимальна дальність стрільби 2200 м
- Темп стрільби:
  - Поодинокі
  - Серійні 400 постр./хв.

## Боєприпаси
- ПГОФ-40[4][5]
- ПГОК-40
- ПГІ-40

## Оператори
- Україна: на озброєнні 111-ї та 126-ї бригади Сил територіальної оборони ЗСУ.[6]
- Нігерія:
  - Знаходиться на озброєнні Збройних сил Нігерії[7]
  - Певна кількість була захоплена терористичним угрупуванням Боко Харам. 24 квітня 2016 року угрупування поширило фотографії захоплених озброєнь в результаті засідки на підрозділ 155 оперативної групи. Серед іншого, на фото був показаний гранатомет УАГ-40 найновішої модифікації (представлений в лютому 2015 року) з інтегрованою рейкою Пікатіні та поліпшеним механізмом живлення[7]